# Roztîceve, Bobrîneț
Roztîceve (în ucraineană Розтичеве) este un sat în comuna Volodîmîro-Illinka din raionul Bobrîneț, regiunea Kirovohrad, Ucraina.

## Demografie
Componența lingvistică a localității Roztîceve
     Ucraineană (97,44%)
     Rusă (2,56%)
Conform recensământului din 2001, majoritatea populației localității Roztîceve era vorbitoare de ucraineană (97,44%), existând în minoritate și vorbitori de rusă (2,56%).